# Vaterpolo klub Bečej
Le Vaterpolo klub Bečej (VK Bečej) est un club yougoslave de water-polo, installé à Bečej, en Serbie. Doté d'un palmarès national à la fin des années 1990 et d'un titre européen en 2000, le club fait faillite en 2002.

## Historique
Vainqueur du championnat de Yougoslavie de 1996 à 2001, le VK Bečej remporte la coupe d'Europe des clubs champions en 2000.
En 2002, le club est en faillite, laissant des dettes dont les paies des joueurs.
Le VK Mladost de la même ville prend en 2005 le nom de Bečej 2005, ainsi que les installations et les couleurs du VK Bečej. D'anciens joueurs de ce dernier accusent des cadres de contourner ainsi les dettes de l'ancien club. L'équipe masculine du Bečej 2005 évolue en ligue B (2e division) du championnat de Serbie pendant la saison 2009-2010.

## Palmarès masculin
- 1 coupe d'Europe des clubs champions : 2000.
- 6 titres de champion de Yougoslavie (Serbie et Monténégro) : 1996, 1997, 1998, 1999, 2000 et 2001.